# 10185 Gaudi
10185 Gaudi (1996 HD21) là một tiểu hành tinh vành đai chính được phát hiện ngày 18 tháng 4 năm 1996 bởi E. W. Elst ở Đài thiên văn Nam Âu.